# El Dorado (film)
Az El Dorado-t 1967. június 7-én mutatták be az Amerikai Egyesült Államokban, de Japánban már 1966 decemberében láthatták a nézők. A film producere és rendezője Howard Hawks volt, a főszerepekben John Wayne és Robert Mitchum látható, a fontosabb mellékszerepekben pedig James Caan és Arthur Hunnicutt. A Paramount Pictures hozta forgalomba, a költségvetése 4 653 000 dollár volt. A film a Rio Bravo (1959) című film alapján készült, amelynek szintén Howard Hawks volt a producere és a rendezője és John Wayne is szerepelt benne. A film műfaja western, a hossza pedig 126 perc.

## Cselekmény
A MacDonald család bajba kerül, mert a rivális farmernek szüksége van a vizükre, és mindent meg is tesz, hogy megszerezze. Elsőnek Cole Thornton-t, a messze földön híres fegyverforgatót akarja felbérelni, de ő nem vállalja el a megbízást, mert a város seriffjével jó kapcsolatot ápol. Ezután egy másik legendás cowboy kerül a célkeresztjébe, akivel sikerül is megállapodnia, és el is kezdi a hadjáratát MacDonald-ék ellen. Időközben az eddig példamutató életet élő seriff alaposan leamortizálja magát, olyannyira, hogy már a fegyvert is alig tudja megfogni, ezért már nem tud vigyázni a rendre. Az egész egy szerelmi ügy miatt történt, de azóta egy józan napja sem volt, és mostanra már mindenki kineveti a háta mögött. Az egyetlen szerencséje, hogy visszaérkezik a városba Cole, aki azonnal a segítségére siet. Cole magával hozott egy ifjú harcost is, akiben sok tehetség rejlik, viszont a fegyverrel nem nagyon tud bánni, az ő kedvence a kés. De még így sincs könnyű dolguk, mert az ellenség túlerőben van, és Cole sem százszázalékos, egy régóta tartó betegség miatt a legváratlanabb helyzetekben mond csődöt a teste.

## Szereplők
- John Wayne – Cole Thornton
- Robert Mitchum – Seriff
- James Caan – Mississippi
- Arthur Hunnicutt – Bull
- Charlene Holt – Maudie
- R.G. Armstrong – Kevin MacDonald
- Christopher George – Nelse McLeod
- Michele Carey – Josephine MacDonald
- Edward Asner – Bart Jason